# Коэн, Джаред
Джаред Эндрю Коэн (род. 24 ноября 1981 г.) — американский бизнесмен, в настоящее время являющийся генеральным директором Jigsaw (ранее Google Ideas) и старшим научным сотрудником Совета по международным отношениям. Ранее он занимал должность сотрудника по планированию политики государственного секретаря и советника Кондолизы Райс, а затем Хиллари Клинтон. Первоначально привезенный Кондолизой Райс в качестве сотрудника отдела планирования политики, он был одним из немногих сотрудников, которые остались при Хиллари Клинтон. В этом качестве он сосредоточился на борьбе с терроризмом, контррадикализацией, на Ближнем Востоке и в Южной Азии, на свободе в Интернете и развитии оппозиции в репрессивных странах.
По данным The New York Times Magazine, прямо перед своим отъездом Коэн был одним из участвующих архитекторов того, что было помечено в 2010 году как «государственное управление 21-го века» вместе с Ричардом Боли и несколькими сотрудниками дипломатической службы в Государственном департаменте электронной дипломатии в 2013 году. Коэн был назван журналом Time одним из 100 самых влиятельных людей.

## Ранняя жизнь и образование
Коэн родился в еврейской семье в Уэстоне, штат Коннектикут. Коэн получил степень бакалавра в Стэнфордском университете в 2004 году. Он специализировался в области истории и политологии и изучал африканские науки. Впоследствии он получил степень магистра по международным отношениям в Оксфордском университете, где он учился в качестве ученого в Родосе.

## Карьера
До окончания колледжа Коэн интересовался правительством и средствами массовой информации. Он был стажером в Государственном департаменте США.

### Государственный департамент США
После прохождения интернатуры и выпуска Коэн работал с 2006 по 2010 год сотрудником отдела планирования политики государственного секретаря. Ему было 24 года. Его служба началась после его стажировки под руководством бывшего государственного секретаря США Кондолизы Райс в администрации Буша.
Кондолиза Райс в своей книге «Нет высшей чести» пишет о Коэне:
Когда он [то есть Стивен Краснер] пришел в Государственный департамент, Стив собрал потрясающий штат «молодых пушек», чтобы продвигать новые идеи. Одно из его самых вдохновляющих назначений произошло в 2006 году, когда он нанял двадцатилетнего Джареда Коэна, который был студентом в Стэнфорде и сам четыре месяца прожил в Иране. Он использовал свою должность в Планировании политики, чтобы начать интеграцию социальных сетей в наш дипломатический инструментарий. Это окупится через несколько лет, когда Twitter и Facebook станут ускорителями демократических перемен на Ближнем Востоке.
Коэн был одним из немногих членов политического планирования, который вел государственный секретарь Хиллари Клинтон. Он принимал участие в формировании стратегий борьбы с радикализацией и консультировал политику США в отношении Ирана и Ближнего Востока. Начиная с апреля 2009 года, Коэн помогал делегациям сосредоточить усилия на установлении контактов между руководителями и местными заинтересованными сторонами в Ираке, России, Мексике, Конго и Сирии.
В разгар июньских протестов 2009 года в Иране Коэн стремился поддержать оппозицию в Иране. Он связался с Twitter, попросив, чтобы компания не выполняла плановое техническое обслуживание, которое временно приостановило бы обслуживание в Иране, потому что протестующие использовали Twitter, чтобы поддерживать связь с внешним миром. По словам жителя Нью-Йорка Райана Лизза, «этот шаг нарушил правило невмешательства Обамы, и чиновники Белого дома были в ярости». В интервью с Клинтон она «не выдавала никаких разногласий с президентом по поводу политики Ирана», но «цитировала действия Коэна с гордостью».
Работая в штабе планирования политики, Коэн стал советником Ричарда Холбрука, который был первым специальным представителем по Афганистану и Пакистану. Он совершил несколько поездок с Холбруком в Афганистан, где он помог разработать некоторые из ранних стратегических коммуникационных стратегий.
Коэн был одним из первых, кто принял социальные сети в правительстве США. В апреле 2010 года Коэн занял третье место по количеству подписчиков Twitter в правительстве США после Барака Обамы и Джона Маккейна. К сентябрю 2013 года он не входил в топ-20.

### Google
Коэн покинул штат Государственного департамента по планированию политики 2 сентября 2010 года. 7 сентября 2010 года Коэн стал старшим научным сотрудником в Совете по международным отношениям, занимавшимся борьбой с радикализацией. Он был нанят в качестве первого директора Google Ideas, нового филиала в Google, в середине октября 2010 года. С созданием Alphabet Google Ideas вышла на Jigsaw, которую Коэн основал и теперь возглавляет в качестве генерального директора. Перед Jigsaw стоит задача «инвестировать и создавать [технологии] для решения самых сложных проблем человечества, от противодействия насильственному экстремизму до онлайн-цензуры, расширения доступа к информации для самых уязвимых групп населения мира и защиты против самых серьезных угроз безопасности в мире».
Согласно статье Fast Company, «сотрудники Jigsaw — это группа инженеров и исследователей, которые создали портфель из более чем дюжины продуктов».
Журнал Wired пишет, что «Нью-йоркский аналитический центр и технологический инкубатор нацелены на создание продуктов, которые используют огромную инфраструктуру и технические возможности Google, не для того, чтобы продвигать лучшие возможности Интернета, но чтобы исправить худшие из них: наблюдение, экстремистскую идеологическую обработку, цензуру».
Согласно недавнему отчету Vice Motherboard, «нынешние и бывшие сотрудники Jigsaw описывают токсичную рабочую среду, неумелое руководство, плохое руководство, жалобы на персонал, которые не привели к действиям, преследование сотрудников, которые высказываются, и хроническую неспособность удержать талант» особенно женщины-инженеры и исследователи. Источники описывают место, полное людей с благими намерениями, которых подрывают их собственные лидеры, — организация, которая, несмотря на бездыханные заголовки, которую она получила, мало что сделала для того, чтобы реально сделать интернет лучше".
В 2018 году принял участие в конференции Бильдербергского клуба